# Theophil Petersson
Per Olof Theophil Petersson, född 13 oktober 1869 i Söderåkra församling, Kalmar län, död 1 september 1912 i Stockholm, var en svensk tidningsman. 
Petersson blev student vid Lunds universitet 1888, var medarbetare i tidningen Nya Lund 1892–1893, redaktör för tidningen Södra Skåne 1893–1894, redaktionssekreterare i Gefleborgs Läns Tidning 1894 samt redaktör för och utgivare av Gefle Dagblad 1895–1896. Han var medarbetare i Oskarshamns-Posten 1899–1900, i Smålandsposten 1901, i Helsingborgs-Posten Skåne-Halland 1902–1903 och i Svenska Dagbladet 1903–1905, redaktör och utgivare av Skånes Nyheter 1905–1908 och slutligen redaktör för Sydsvenska Dagbladet Snällpostens Stockholmsavdelning från 1908.